# Tirà ventre-rogenc
El tirà ventre-rogenc (Myiotheretes fuscorufus) és un ocell de la família dels tirànids (Tyrannidae).

## Hàbitat i distribució
Habita vessants amb arbusts dels Andes del sud-est del Perú i oest de Bolívia.